# A Tale of Two Worlds
A Tale of Two Worlds er en amerikansk stumfilm fra 1921 af Frank Lloyd.

## Medvirkende
- Leatrice Joy som Sui Sen
- Wallace Beery som Ling Jo
- E.A. Warren som Ah Wing
- Jack Abbe
- J. Frank Glendon som Robert Newcomb
- Edythe Chapman som Mrs. Newcomb
- Togo Yamamoto